# Championnat de Corée du Sud féminin de volley-ball
Le Championnat de Corée du Sud de volley-ball féminin est organisé par la Fédération sud-coréenne de volley-ball (KOVO), il a été créé en 2005.

## Palmarès
| Année | Champion                   | Finaliste                  | Troisième                  |
| ----- | -------------------------- | -------------------------- | -------------------------- |
| 2005  | KT&G Daejeon               | Korea Expressway           | Hyundai E&C Hillstate      |
| 2006  | Heungkuk Life Pink Spiders | Korea Expressway           | KT&G Daejeon               |
| 2007  | Heungkuk Life Pink Spiders | Hyundai E&C Hillstate      | Korea Expressway           |
| 2008  | GS Caltex Séoul            | Heungkuk Life Pink Spiders | KT&G Daejeon               |
| 2009  | Heungkuk Life Pink Spiders | GS Caltex Séoul            | KT&G Daejeon               |
| 2010  | KT&G Daejeon               | Hyundai E&C Hillstate      | GS Caltex Séoul            |
| 2011  | Hyundai E&C Hillstate      | Heungkuk Life Pink Spiders | Korea Expressway           |
| 2012  | Daejeon KGC                | Hyundai E&C Hillstate      | Korea Expressway           |
| 2013  | Hwaseong IBK Altos         | GS Caltex Séoul            | Hyundai E&C Hillstate      |
| 2014  | GS Caltex Séoul            | Hwaseong IBK Altos         | Daejeon KGC                |
| 2015  | Hwaseong IBK Altos         | Korea Expressway           | Hyundai E&C Hillstate      |
| 2016  | Hyundai E&C Hillstate      | Hwaseong IBK Altos         | Heungkuk Life Pink Spiders |
| 2017  | Hwaseong IBK Altos         | Heungkuk Life Pink Spiders | Daejeon KGC                |
| 2018  | Gyeongbuk Gimcheon Hi-pass | Hwaseong IBK Altos         | Hyundai E&C Hillstate      |
| 2019  | Heungkuk Life Pink Spiders | Gyeongbuk Gimcheon Hi-pass |                            |
| 2020  | non terminé                | non terminé                | non terminé                |